# Bruno Schettino
Bruno Schettino (Marigliano, 5 gennaio 1941 – Capua, 21 settembre 2012) è stato un arcivescovo cattolico italiano.

## Biografia
Fu ordinato sacerdote per la diocesi di Nola il 28 giugno 1964 dal vescovo Adolfo Binni. Fu dapprima vice parroco e poi parroco della parrocchia del Carmine in Nola, in un quartiere popolare, dove si adoperò per rendere la parrocchia un luogo di aggregazione giovanile. Fu anche professore di religione presso il liceo classico "Carducci" di Nola e di filosofia presso il liceo del seminario diocesano, del quale per un breve periodo assunse la carica di preside.
Si laureò in Filosofia con una tesi su "Umanesimo e religiosità in Giordano Bruno" presso l'Università Federico II di Napoli.
L'11 febbraio 1987 fu nominato vescovo di Teggiano-Policastro. Ricevette l'ordinazione episcopale il 4 aprile 1987 dal cardinale Giuseppe Caprio, coconsacranti gli arcivescovi Guerino Grimaldi e Giuseppe Costanzo.
Il 29 aprile 1997 fu promosso arcivescovo di Capua, succedendo a mons. Luigi Diligenza. Prese possesso della diocesi il successivo 29 giugno.
Fu presidente della Commissione episcopale per le migrazioni.
Fu gran priore dell'Ordine Militare del Santissimo Salvatore di Santa Brigida di Svezia.
Fu autore di numerose meditazioni sulla Via Crucis, le cui stampe venivano divulgate ogni anno in tutte le comunità parrocchiali dell'arcidiocesi di Capua per l'esercizio della pia pratica.
Durante il suo ministero episcopale a Capua ebbe cura dell'edilizia sacra, dedicando numerose nuove chiese e diversi altari. Fondò un museo diocesano di arte contemporanea in una delle chiese longobarde di Capua. Istituì inoltre le giornate vocazionali presso il seminario di Capua e il consultorio familiare dell'arcidiocesi il cui primo direttore fu il futuro vescovo Pietro Lagnese. 
Ebbe particolare cura del fenomeno migratorio molto presente sul litorale domitio, sostenendo e frequentando spesso il Centro Fernandes per la prima accoglienza degli immigrati.
Nella solennità del patrono san Roberto Bellarmino dettava le linee pastorali per l'arcidiocesi. Come ex alunno del pontificio seminario di Posillipo prese l'abitudine di inviarvi i seminaristi.
Morì per un infarto il 21 settembre 2012, a 71 anni.
Fu sepolto nel cimitero di Capua, in una cappella ottocentesca di proprietà dell'arcidiocesi.
La fondazione Migrantes della CEI ha deciso di istituire una borsa di studio in sua memoria che verrà assegnata ad uno studente di origine africana che risiede in Italia. È ricordato per la sua grande umanità e "lascia in eredità il suo impegno per la giustizia e la pace sociale, la sua opera per il rispetto dello straniero".

## Genealogia episcopale
La genealogia episcopale è:
- Cardinale Scipione Rebiba
- Cardinale Giulio Antonio Santori
- Cardinale Girolamo Bernerio, O.P.
- Arcivescovo Galeazzo Sanvitale
- Cardinale Ludovico Ludovisi
- Cardinale Luigi Caetani
- Cardinale Ulderico Carpegna
- Cardinale Paluzzo Paluzzi Altieri degli Albertoni
- Papa Benedetto XIII
- Papa Benedetto XIV
- Papa Clemente XIII
- Cardinale Bernardino Giraud
- Cardinale Alessandro Mattei
- Cardinale Pietro Francesco Galleffi
- Cardinale Giacomo Filippo Fransoni
- Cardinale Andon Bedros IX Hassoun
- Patriarca Stepanos Bedros X Azarian
- Patriarca Avedis Bedros XIV Arpiarian
- Arcivescovo Sergio Der Abrahamian
- Cardinale Krikor Bedros XV Aghagianian
- Cardinale Giuseppe Caprio
- Arcivescovo Bruno Schettino